# Зубарєв Олександр Володимирович
Олександр Володимирович Зубарєв (нар. 17 грудня 1979) — український шахіст, гросмейстер (2002).
Його рейтинг станом на червень 2023 року — 2372 (неактивний).

## Досягнення
- Чемпіон України серед юнаків до 18 та до 20 років (1997);
- 2-е місце на зональному турнірі першості світу 1999 року, що проходив в Донецьку. Учасник чемпіонату світу за версією ФІДЕ 1999 року, вилетів в 1 колі.[2]

### Переможець та призер турнірів
- 2002 — Поляниця-Здруй;
- 2004 — Харків («Дзеркальний струмінь»);
- 2006 — Харків (8-й «Кубок Ректора»);
- 2008 — Порто-Карраз, Митилині;
- 2009 — Вертер, Митилині;
- 2010 — Ерфурт, Запоріжжя (6-й Кубок Єрмака)[3], Амбез[4], Палеохора[5],
- 2011 — Ерфурт, Анзере, Бад Верисхофен[6], Кутро, Швабиш-Гмюнд, Шарлеруа;
- 2012 — Ерфурт;
- 2014 — Малакофф, Ергерсайм.
- 2015 — Багдад[7], Сотрон[8].

## Результати виступів у чемпіонатах України
За період з 1997 по 2021 рік Олександр Зубарєв зіграв в 11-ти чемпіонатах України, набравши при цьому 49 очок з 96 можливих (+30-28=38).
| Рік  | Місто       | Турнір                 | + | − | = | Результат | Місце |
| ---- | ----------- | ---------------------- | - | - | - | --------- | ----- |
| 1997 | Алушта      | 66-й чемпіонат України | ? | ? | ? | 6 з 9     | 6-12  |
| 1998 | Алушта      | 67-й чемпіонат України | ? | ? | ? | 6½ з 9    | 7     |
| 1999 | Алушта      | 68-й чемпіонат України | 3 | 2 | 4 | 5 з 9     | 15-25 |
| 2001 | Покров      | 70-й чемпіонат України | 3 | 3 | 3 | 4½ з 9    | 14-17 |
| 2003 | Сімферополь | 72-й чемпіонат України | 5 | 3 | 1 | 5½ з 9    | 28    |
| 2005 | Рівне       | 74-й чемпіонат України | 0 | 1 | 1 | ½ з 2     | 1/16  |
| 2007 | Харків      | 76-й чемпіонат України | 0 | 3 | 6 | 3 з 9     | 27    |
| 2008 | Полтава     | 77-й чемпіонат України | 2 | 1 | 6 | 5 з 9     | 10    |
| 2014 | Львів       | 83-й чемпіонат України | 3 | 7 | 1 | 3½ з 11   | 11    |
| 2015 | Львів       | 84-й чемпіонат України | 2 | 5 | 4 | 4 з 11    | 11    |
| 2020 | Омельник    | 89-й чемпіонат України | 4 | 2 | 3 | 5½ з 9    | 9     |